# Youssou N'Dour
Youssou N'Dour (født 1. oktober 1959 i Dakar, Senegal) er en senegalesisk sanger og komponist. Han var medvirkende til at udvikle den nutidige populærmusik i Senegal, der på wolof-sproget kaldes mbalax. Musikken er en kombination af traditionel senegalesisk griot-percussion og lovprisningssang, med afro-cubanske arrangementer.

## Biografi
Som følge af verdensmusikkens opblomstring, opnåede N'Dour i 1990'erne også opmærksomhed på det vestlige marked. Her samarbejdede han blandt andre med Peter Gabriel og Wyclef Jean. Hans bedst kendte single er nok "7 Seconds", som han indspillede i 1994 sammen med den svenske sangerinde Neneh Cherry. 
Den 13. februar 2005 modtog N'Dour en Grammy for Égypte, som bedste verdensmusikalbum.
Han organiserede Africa Live-koncerten, som fandt sted den 12.-13. marts 2005 i Dakar, hvor nogle af de mest velrenomerede afrikanske musikere optrådte. Koncerten var del i "Roll Back Malaria"-kompagnen, der støtter bekæmpelsen af sygdommen malaria, som rammer millioner af mennesker primært i Afrika.
Ved Live 8-koncerten den 2. juli 2005, sang han duet med Dido i London og Paris. 
Youssou N'Dour optrådte bl.a. sammen med Angélique Kidjo i Danmark i december 2009 ved FN klimatopmødet.

## Diskografi

### Album
- 1984: Bitim Rew
- 1986: Nelson Mandela
- 1988: Immigrés
- 1989: The Lion (Gainde)
- 1990: Set
- 1992: Eyes Open
- 1994: The Guide (Wommat)
- 1995: Gainde – Voiced from the Heart of Africa
- 1996: Djamil
- 1997: Le Na Thiass
- 1997: St. Louis
- 1997: Inédits 1984-1985
- 1999: Rewmi
- 2000: Lii
- 2000: Le grand bal à Bercy
- 2000: Joko
- 2001: Ba Tay
- 2001: Le grand bal vol 1 & 2
- 2002: Et ses amis
- 2002: Nothing.s in Vain (Coono du réer)
- 2004: Égypte
- 2006: Badou

### Opsamlinger
- 1990: Best of
- 1998: Best of the 80s
- 2001: Birth of a Star